# Sorge (Harzen)
Sorge er en lille stationsby i Harzen, beliggende i delstaten Sachsen-Anhalt i Tyskland. Byen er en del af landsbyfællesskabet Oberharz am Brocken.

## Geografisk placering
Sorge ligger på Vej nr. 242 mellem byerne Braunlage og Tanne, tæt på grænsen til Niedersachsen. Harzens smalsporsbaner har station i Sorge. Fra 1945 til 1990 lå Sorge i Østtyskland, tæt ved den indre tyske grænse.

## Grænsemuseet i Sorge
Ved stationsbygningen i Sorge er der indrettet et mindre museum omhandlende årene, hvor byen var grænseby i det delte Tyskland.
I byens vestlige udkant ligger et autentisk dokumentationscenter, der over en strækning på et par kilometer viser de omfattende foranstaltninger, som DDR havde opbygget omkring grænsen.
Der er gratis adgang til det store område, hvor der bl.a. kan ses vagttårn og andre originale installationer, som tydeliggør områdets størrelse og viser, hvor stor grænsezonen var på den østtyske side af grænsen. En lang strækning inde på området spadserer man på den såkaldte "Kolonnenweg", der er en vej gennem tærrenet, som består af betonplader som kan klare selv tunge køretøjer.
Museet og dokumentationscentret åbnede i 2006.

## Turisme
Sorge har en del turisme, der udspringer i især to ting:
- Mange jernbaneentusiaster kommer for at se og fotografere de flotte gamle lokomotiver og togvogne, der kommer til byen. I byens vestlige udkant er der en jernbaneviadukt, hvor sporene er ført over et mindre vandløb, hvilket er et yndet motiv for 'trainspottere'.
- Det autentiske grænsemuseum med det omfattende dokumentationscenter tiltrækker mange turister, som vil se, hvordan der var umiddelbart bag 'jerntæppet'.

## Billeder fra dokumentationscentret
- Adgangssluse ved den ydre grænsezone
- Grænsezone
- Kolonnevejen gennem skoven i retning mod Hohegeiß
- Vagttårn
- Vagttårn
- Den indre grænsezone